# 킵스파마
주식회사 킵스파마는 대한민국의 OLED 장비 기업이다. 주요 제품은 OLED 마스크 인장기와 재생연괴 (순연, 합금연)가 있다. 한국글로벌제약을 흡수합병하면서 제약으로 사업방향을 바꾸고 있다.

## 역사
2000년 9월 15일에 강해 CSI라는 법인으로 설립되었으며, 2005년 3월 31일에 사명을 KPS로 변경하였다.
2006년 9월 4일에는 본점을 경기도 화성시 팔탄면 지월리 731-5로 이전하였다. 2016년 12월 23일에 코넥스 시장에 상장하였으며, 2017년 9월 6일에 코스닥 시장으로 이전상장하였다.
2020년 대주주를 둠밈으로 변경하였다.

## 자회사
- 배터리솔루션즈[6]
- 빅씽크테라퓨틱스[7]
- 세기리텍